# Loricatosaurus
Loricatosaurus ("ještěr s pancířem") byl rod tyreoforního dinosaura z čeledi Stegosauridae, který žil v období střední jury (geologický věk callov/kelloway, asi před 165 až 161 miliony let) na území současné západní Evropy. Je tak jedním z vůbec nejstarších dosud známých stegosauridů.

## Popis
Byl středně velkým zástupcem své čeledi, zřejmě dosahoval délky kolem 5 až 6 metrů a hmotnosti zhruba do 2 tun. Stejně jako příbuzné druhy byl býložravým čtvernožcem, žijícím pravděpodobně v malých stádech. V poměru k velikosti těla měl relativně malou hlavu.

## Historie a zařazení
Fosilie lorikatosaura byly objeveny v Anglii a Francii. Vědecky byl popsán roku 1911 maďarským paleontologem baronem Franzem Nopcsou, který pro tento fosilní materiál stanovil název "Stegosaurus" priscus. Roku 1957 byly fosilie přiřazeny k druhu Lexovisaurus durobrivensis, Susannah Maidmentová s kolegy však roku 2008 provedla revizi materiálu a zjistila, že není diagnostický. Bylo proto stanoveno nové rodové jméno Loricatosaurus.
Blízce příbuznými taxony jsou rody Yanbeilong z Číny a Stegosaurus ze Severní Ameriky.